# Liste der namibischen Hochkommissare in Sierra Leone

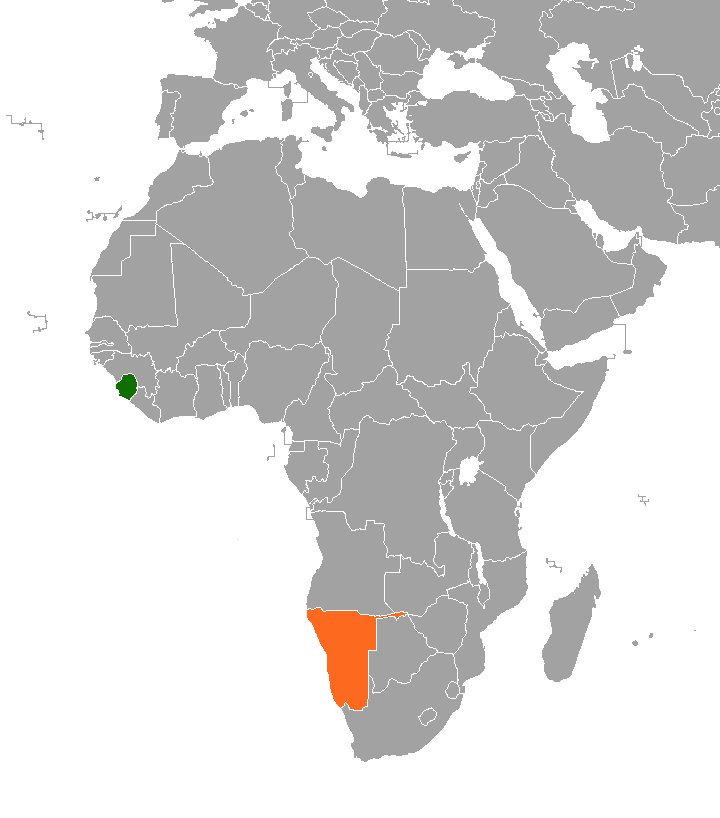
Namibia und Sierra Leone

Dies ist die Liste der namibischen Hochkommissare in Sierra Leone. Im Rahmen einer Mehrfachakkreditierung ist der namibische Hochkommissar in Ghana mit Sitz in Accra auch für Sierra Leone akkreditiert. Das Hochkommissariat wurde am 20. März 2015 eröffnet. Zuvor war der namibische Hochkommissar in Nigeria auch für Sierra Leone akkreditiert.

## Hochkommissare
- 2000–2005: Humphrey Geiseb (Sitz in Nigeria)
- 2005–2013: Philemon Kambala (Nigeria)
- 2013–2015: Peingeonjabi Shipo (Nigeria)
- 2015–2021: Charles Josob (Ghana)
- seit 2021: Selma Ashipala-Musavyi (Ghana)